# 倉原彩果
倉原 彩果（くらもと あやか、1月26日 - ）は、日本の女性歌手、声優、女優。身長154cm。愛称はくらら。

## 出演作品

### テレビドラマ
- マジすか学園（2010年1月8日 - 3月26日、テレビ東京） - 馬路須加女学園女生徒 役[2]
- 月曜ゴールデン 無敵のおばさん小早川千冬・正義の事件簿（2010年6月28日 - 3月26日、TBS）

### CD

#### 音楽CD
- ピコ萌え!Future8bitシリーズ2-マジカル チップ 8bitちゃん!～ （ハッチ・エンタテインメント、2008年7月18日[3]）

#### ドラマCD
- アブナイ恋の万葉集（草間マコ 役）[4]

### DL配信・着うた・着うたフル
- すきすきソング（2008年7月16日）
- La La La〜くちびるに願いをこめて（2008年7月16日）
- 撲殺天使ドクロちゃん（2008年7月16日）
- everyday is love （2011年8月10日、オリコンスタイルフ）
- 深層心理のシンフォニー （2013年3月27日、オリコンミュージックストア）
- ホントの自分 （2013年6月5日、オリコンスタイルフル）
- under the sky（2017年1月29日）

### DVD
- アイドルスナイパー（アユミ 役）

### LINEスタンプ
- LINEスタンプ『くらら会長の日常。』

### イベント
- Anime Japan 2014
- 第4回 カラオケの鉄人杯 優勝

コミックウォーカー始動記念ニコニコ生放送「俺の仕事部屋」Wあきつぐの夢から醒めたら出張版（角川ブース公開スタジオにて公開収録）
- ニコニコ超会議3 in 幕張メッセ

KADONAMA☆ 合併してみた！エッジスタジオ@ニコニコ超会議3 [DAY2] Wあきつぐの夢から醒めたら出張版（角川ブース公開スタジオにて公開収録）